# Blånäbbad hocko
Blånäbbad hocko (Crax alberti) är en hotad hönsfågel i familjen trädhöns som enbart förekommer i norra Colombia.

## Utseende
Blånäbbad hocko är en stor, 83–93 centimeter lång, svartaktig och marklevande trädhöns. Fågeln är den enda hockon med blåa näbbornament. Hanen är svart med vit undergump och stjärtspets, krulliga tofsfjädrar, rosa ben, blå hängande flikar från näbben samt även blå flik kring ögat. Honan är svart med svartvita tofsfjädrar och finbandat vitt på vingar och stjärt, ibland även på bröst och buk. Nedre delen av buken och undergumpen är hos honan rostfärgad. 

## Utbredning
Den förekommer enbart i fuktiga skogar i norra Colombia. Historiskt förekom den från foten av Sierra Nevada de Santa Marta västerut till Sinúdalen och söderut i Magdalenadalen till norra Tolima. Den har dock på senare tid endast setts i två större kvarvarande skogsområden, dels två lokaler på västra sluttningen av Serranía de San Lucas i Antioquia, dels Serranía de las Quinchas i Boyacá. Det senare området verkar vara fågelns kärnområde.

## Levnadssätt
Blånäbbad hocko återfinns framför allt i fuktiga låglansskogar upp till 1.200 meter över havet. Den häckar under torrsäsongen mellan december och mars. Den födosöker enbart på marken och lever av växtskott, invertebrater, frukt och möjligen till och med as.

## Status
Världspopulationen uppskattas till endast 250-1000 individer. Den har minskat kraftigt till följd av habitatförlust och jakt, och detta tros fortsätta. Internationella naturvårdsunionen IUCN kategoriserar den därför som akut hotad.

## Namn
Fågelns vetenskapliga artnamn hedrar Albert av Sachsen-Coburg-Gotha (1819-1861), drottning Viktoria av Storbritanniens gemål.